# Roncocreagris salgadoi
Roncocreagris salgadoi är en spindeldjursart som beskrevs av Juan A. Zaragoza 2002. Roncocreagris salgadoi ingår i släktet Roncocreagris och familjen helplåtklokrypare. Inga underarter finns listade i Catalogue of Life.